# Porothamnium viguieri
Porothamnium viguieri är en bladmossart som beskrevs av Thériot 1927. Porothamnium viguieri ingår i släktet Porothamnium och familjen Neckeraceae. Inga underarter finns listade i Catalogue of Life.